# Рено Бургундский
Рено Бургу́ндский (фр. Renaud de Bourgogne; 1065 — 10 января 1092) — французский аристократ и священнослужитель, аббат Флавиньи (1084—1092).

## Биография
Рено Бургундский был четвёртым сыном Генриха Донцеля и Сибиллы Барселонской, дочери Беренгера Рамона I, графа Барселоны и Гизелы. Рено был внуком герцога Бургундского Роберта I Старого.
Король Франции Филипп I хартией, датированной 1085 годом, даровал ему право собственности на монастырь, в котором он был аббатом. Рено был аббатом аббатства Флавиньи до конца своей жизни. Скончался 10 января 1092 года в достаточно молодом возрасте 26 или 27 лет.